# Простациклин
Простациклинът е биологично активен ейкозаноид от групата на липидите. Химичната му формула е C20H32O5. Синтетичната форма на простациклина, използвана в медицината, е епопростенол.
Макар че простациклинът се разглежда като независим медиатор, в номенклатурата на ейкозаноидите се означава като PGI2 и се класифицира в групата на простаноидите (заедно с простагландините и тромбоксана).